# Goniobranchus petechialis
Goniobranchus petechialis is een slakkensoort uit de familie van de Chromodorididae. De wetenschappelijke naam van de soort is voor het eerst geldig gepubliceerd in 1852 door Gould.